# Paul Goldschmidt Clermont
Paul Goldschmidt-Clermont (Saint-Josse-ten-Noode, 28 mars 1890 – Ixelles, 27 février 1969) fut une figure majeure du monde patronal au cours de l’entre-deux-guerres et un pilier de la mise en place d’une sécurité sociale en Belgique. Il fut également à la base de nombreuses initiatives novatrices en tant qu’ingénieur.

## Données biographiques
Paul Goldschmidt-Clermont naît à Saint-Josse-ten-Noode en 1890 en tant que second fils d’une famille de commerçants prospères. En 1919, il épouse Nelly Wolfers, fille de l’artiste Philippe Wolfers, dont il aura un fils. Après le décès de sa première épouse (1923), il se remarie avec Madeleine Delstanche (1896-1992), fille du graphiste Albert Delstanche (1870-1941), avec qui il aura deux enfants.
Le deuxième nom (‘Clermont’) le nom de sa mère sera joint à son patronyme après la seconde Guerre mondiale (1948) mais il l’utilisait déjà comme pseudonyme au cours de son opération secrète durant la Première Guerre mondiale. Diplômé ingénieur civil de l’ULB en 1911, il se spécialise ensuite comme ingénieur en électronique à l’Institut Montefiore de Liège (1912). Il décède en 1969 à Ixelles.

## Carrière professionnelle
La carrière de Goldschmidt-Clermont commence durant son service militaire par l’installation d’un réseau « radiotélégraphique » au Congo belge. En 1914, il est chargé d’une mission secrète : la mise en place d’un pylône d’émetteur dans l’enclave belge de Baerle-Duc. Sous le couvert de la création d’un camp de réfugiés, il parvient à mettre en place une installation émettrice rendue opérationnelle en 1916, qui s’avérera précieuse dans la transmission d’informations relatives aux mouvements des troupes allemandes. Il est ensuite affecté au front de l’Yser comme sous-lieutenant.
À l’issue de la Première Guerre mondiale, il est actif dans le patronal, essentiellement au travers de la création d’un secrétariat des entrepreneurs belges (ancêtre de Fabrimetal) et de sa nomination en 1922 au poste de directeur du Comité central de l’Industrie (CCI, qui deviendra par la suite la FEB).
Durant la Seconde Guerre mondiale, il parvient à se maintenir comme point de contact du monde patronal pour l’occupant allemand. En 1941, il est déchu de toutes ses fonctions après avoir refusé de fournir des informations en faveur de la déportation. En 1942, il devient directeur de l’Institut belge de la Soudure. En 1944, le régent le prince Charles le charge de constituer l’Office national de Sécurité sociale, dont il est l’administrateur général de 1945 à 1957.
Après son départ à la retraite, Goldschmidt-Clermont demeure actif dans le domaine de la sécurité sociale tant au niveau national qu’à l’international (entre autres comme conseiller technique dans la mise sur pied de la sécurité sociale au Nicaragua).
Demeurant un ingénieur passionné, il sera collaborateur actif, promoteur, voire créateur de (du) :
- l’Institut belge de la Soudure.
- l’Institut international de Soudure (IIS-IIW).
- Centre belge d’Étude de la Corrosion (Cebelcor).
- l'Institut pour l’Encouragement de la Recherche scientifique dans l’Industrie et l’Agriculture (IRSIA, dissous en 1993).
- Centre de Recherche de l’Industrie des Fabrications métalliques (CRIF), subsistant en 2014 comme section du Centre Collectif de l'Industrie technologique belge.
- Office de Contrôle et de Recherches expérimentales concernant l’Art de Construire (Orex).

Il consacre son temps libre à son engagement en faveur des ingénieurs diplômés de l’U.L.B (dans le cadre de « l’Association royale des Ingénieurs sortis de l'Université Libre de Bruxelles »).
Passionné de musique, il dirige l’orchestre des étudiants (dont il fut lui-même le fondateur à l’ULB en 1909) et organise des « soirées musicales » chez lui, destinées à promouvoir les talents musicaux encore méconnus.Modèle:Source?

## Impact sur le développement de la sécurité sociale
Goldschmidt-Clermont est le pilier fondateur d’une branche spécifique de la sécurité sociale : les  allocations familiales. En tant que directeur du Comité central de l’Industrie (CCI), il parvint à convaincre les patrons belges d’octroyer l’allocation sociale ‘allocation familiale’ comme réponse alternative aux revendications salariales. C’est entre autres grâce à son action que de nombreuses entreprises créèrent des caisses d’allocations familiales à l’issue de la Première Guerre mondiale, qui demeurèrent une initiative patronale.
Goldschmidt-Clermont fut un des inspirateurs de la première loi généralisant les allocations familiales en 1930. À l’époque déjà, il militait en faveur de la création d’une organisation (industrielle) spécifique dédiée à la perception, à la distribution et à l’octroi de l’allocation. Lors de la seconde phase de généralisation en 1937, il convainquit plusieurs collègues de fonder une entreprise mécanographique dans ce secteur et en 1939, il créa l’ASBL Smals-MvM (Société de Mécanographie pour l’application des lois sociales - Maatschappij voor Mécanographie) conjointement avec une série de fonctionnaires pionniers tels que Fernand Delory et H. Mavaux.
Durant la Seconde Guerre mondiale, les partenaires sociaux et les grandes figures du monde politique eurent des réunions dans la seconde résidence de Goldschmidt-Clermont à Ohain, en vue de préparer le climat social de l’après-guerre. Le « Pacte social » qui résulta de ces réunions était fortement marqué par son empreinte, surtout sur le plan de la mise en œuvre pratique. Chargé par le Régent en 1944 de prendre la direction de l’ONSS, il fit appel à la Société de Mécanographie pour l’application des lois sociales (Smals-MvM), qu’il avait lui-même fondée en 1939. La société Smals se vit sous-traiter l’ensemble du traitement administratif de la sécurité sociale, l’ONSS se limitant aux missions de contrôle et d’inspection. Goldschmidt-Clermont fut salué tant au niveau belge qu’au niveau international pour la mise en place rapide et sans encombre de la sécurité sociale.Modèle:Source?

## Ses visions
P. Goldschmidt-Clermont avait une vision clairement définie dans divers domaines, qu’il défendait lors de réunions et de congrès et qui ressort dans différentes publications.
Principaux domaines :
- La sécurité sociale et ses volets spécifiques : le chômage (« Le soutien des chômeurs en Belgique dans le cadre de l’assurance chômage ». Bruxelles, 1931), la réforme de la sécurité sociale (« La sécurité sociale et l’emploi. Introduction à une Étude de la Sécurité Sociale ». Bruxelles, 1956).
- Démographie (exemples) : « La dénatalité belge » (in Le Flambeau, n° 4, avril 1957) ; « Démographie et lois sociales » (in Industrie, février 1962).
- Le vieillissement (exemples) : « Jeunesse, vieillesse, regain » (in Revue belge de Sécurité Sociale, avril 1959) ; « Troisième âge-Troisième vie. Une mutation humaine. » (in Industrie, août 1967).
- L’éthique et le rôle social de « l’ingénieur » ; cette profession était pour lui une vocation permettant de contribuer à la paix et aux progrès sociaux. Voir : « L’ingénieur de 1957. Essai pour une éthique de l’ingénieur » (Bruxelles, sd) et « Essai pour une éthique de l’ingénieur » (in Revue de l’Université de Bruxelles, janvier-avril 1955).

Reconnu au niveau belge et international pour son expertise, il fut sollicité comme expert (Nicaragua), orateur lors de congrès (ex. les congrès de l’organisation française des caisses d’allocations familiales).

## Distinctions
- Ordre de Léopold : Chevalier en 1930 et Officier en 1939 pour ses mérites dans le domaine des allocations familiales,
- Ordre de la Couronne : Officier en 1935 et Commandeur en 1946 (en reconnaissance de son rôle dans la création de l’ONSS),
- Grand Officier de l’Ordre de Léopold II,
- Croix de Guerre avec palmes de bronze 2 (médaille de guerre pour actes de bravoure),
- Croix de Guerre (médaille de guerre pour prestations sur le front),
- Croix-de-Feu décernée à tous les vétérans de '14-'18, ayant combattu,
- Médaille de la Prévoyance sociale de seconde et de première classe (distinction honorifique française pour les mérites dans le domaine de la sécurité sociale),
- Médaille interalliée de la Victoire 1914-1918, décernée à tous les mobilisés de '14-'18,
- Military Cross (distinction honorifique britannique),
- Médaille de la reine Élisabeth, pour les mérites dans les soins prodigués aux civils et militaires durant la Première Guerre mondiale,
- Titre de Cadet du travail (1954), récompensant l’excellence dans les activités professionnelles.